# Julius von Wiesner
Pour les articles homonymes, voir Wiesner.
Julius Ritter von Wiesner est un botaniste spécialiste de la physiologie et de l’anatomie végétale austro-hongrois, né le 20 janvier 1838 à Tschechen, près de Wishau en margraviat de Moravie et mort le 9 octobre 1916 à Vienne.

## Biographie
Il enseigne, à partir de 1870, l’école forestière de Mariabrunn, puis de 1873 à 1909 à l’université de Vienne. Il dirige l’institut de physiologie végétale de l’université, le premier du genre. Il fait des voyages scientifiques en Égypte, en Inde, à Java, à Sumatra, en Arctique et en Amérique du Nord.

## Liste partielle des publications
- 1873 : Die Rohstoffe des Pflanzenreichs (réédité en deux volumes en 1914-1918) ;
- 1877 : Die Entstehung des Chlorophylls in der Pflanze ;
- 1878-1880 : Die heliotropischen Erscheinungen im Pflanzenreiche (deux volumes) ;
- 1881 : Das Bewegungsvermögen der Pflanzen ;
- 1881-1889 : Elemente der wissenschaftlichen Botanik (trois volumes) ;
- 1907 : Der Lichtgenuß der Pflanzen ;
- 1916 : Erschaffung, Entstehung, Entwicklung.

## Source
- (de) Österreich-Lexikon